# Sebastian Fabian Klonowic
Sebastian Fabian Klonowic, pseudonymen Acernus, född omkring 1545 i Sulmierzyce, död 29 augusti 1602 i Lublin, var en polsk poet. 
Klonowics förnämsta verk är den på latinska distika skrivna Roxolana (1584; nya upplagor 1851 och 1857), en poetisk naturskildring av Galizien, full av realism och karakteristiska detaljer och episoder (polsk översättning av Władysław Syrokomla). Den latinska lärodikten Victoria deorum (tryckt 1600), ävenledes på hexameter, är ett allegoriskt lovprisande av dygdens företräde framför lasten. 
På polska skrev Klonowic några klagokväden vid Jan Kochanowskis död (1585) samt den satiriska dikten Worek Judaszow (Judas penningpung, 1600). Enligt en gammal sägen, att förrädarens penningpåse skulle ha varit förfärdigad av fyra olika djurhudar: varg-, räv-, lo- och lejon-, fördelades dikten i fyra avdelningar med anspelningar på allmänt mänskliga och speciellt polska fel och lyten. 